# Drug Addicts
«Drug Addicts» — пісня американського репера Lil Pump'а. Трек вийшов 6 липня 2018 року за підтримки студії звукозапису «Warner Bros. Records». Сингл з майбутнього альбому під назвою Harverd Dropout. Пісня посіла 83 сходинку чарту Billboard Hot 100.

## Історія створення
Планується, що пісня увійде до альбому Harverd Dropout. Офіційна обкладинка синглу побачила світ 4 липня 2018 року, коли Чарлі Шин опублікував зображення на своїй сторінці у твіттері. На обкладинці зображено актора та Пампа в однакових халатах. У коментарях Памп запитав: «Що ми зараз робимо?», на що Шин відповів: «Ми творимо історію», маючи на увазі їхню співпрацю.

## Відеокліп
У травні 2018 року Lil Pump повідомив про своє бажання запросити Чарлі Шина на зйомки нового відеокліпа. 3 липня 2018 року Шин опублікував на своїй сторінці у твітері фотографію з Пампом, запитуючи у реп-виконавця: «якого дня ти хотів розгромити Інтернет». Згодом Ліл Памп оприлюднив 50-секундний фрагмент відеокліпу, закликаючи людей робити ретвіти, якщо вони хочуть, щоб він тут же завантажив та оприлююднив повну версію. 5 липня 2018 року відбувся офіційний реліз відеокліпу, який містив «наркотичну тематику та тріповий візуальний ряд». Режисерське місце зайняла Ганна Дейвіс.
На відео Памп та Шин везуть крізь психіатричне відділення лікарні візок з медичними препаратами. Пацієнти палять, вживають алкоголь та таблетки разом із медсестрами, які також невдовзі їдуть разом із Пампом у машині для гольфу, аби відвідати вечірку, яка проходить у ненаповненому басейні.

## Чарти
| Чарт (2018)                             | Найвища позиція |
| --------------------------------------- | --------------- |
| Канада (Canadian Hot 100)               | 52              |
| Угорщина (Single Top 40)                | 21              |
| Sweden Heatseeker (Sverigetopplistan)   | 9               |
| США (Billboard Hot 100)                 | 83              |
| США (Hot R&B/Hip-Hop Songs) (Billboard) | 45              |